# Jazmyn Simon
Pour les articles homonymes, voir Simon.
Jazmyn Simon est une actrice américaine, née le 30 décembre 1980 à San Francisco (Californie).
Elle se fait connaître grâce aux rôles de Kat dans la série télévisée Comment élever un super-héros (Raising Dion, 2019-2022) et de Maria dans le long métrage Locked Down (2021),,.

## Biographie

### Jeunesse
Jazmyn Simon naît le 30 décembre 1980 à San Francisco, en Californie.

### Carrière
En 2011, Jazmyn Simon commence sa carrière d'actrice, faisant une petite apparition comme serveuse dans un épisode de la série télévisée Parks and Recreation.
En février 2014, elle est engagée pour interpréter Julie Greane, épouse de l'ancien footballeur Charles Greane — interprété par Omar Benson Miller, dans la série comique Ballers (2015-2019).
En juin 2017, elle décroche le rôle de Selene, la fiancée de Gus — interprété par Dulé Hill, pour le téléfilm Psych: The Movie de Steve Franks, faisant suite à la série Psych : Enquêteur malgré lui (Psych) et se déroulant trois ans après les derniers évènements de celle-ci, ainsi que ses suites Psych 2: Lassie Come Home (2019) et Psych 3: This Is Gus (2021).
En 2018, elle apparaît dans le thriller psychologique Acrimony de Tyler Perry, sorti en fin mars de cette même année. En juin 2018, on confirme son engagement dans la série fantastique Comment élever un super-héros (Raising Dion) — diffusée en 2019 sur Netflix.
En septembre 2020, elle est choisie pour un rôle, aux côtés de Dulé Hill et de Chiwetel Ejiofor, dans la comédie romantique de casse Locked Down de Doug Liman, sortie en 2021.

### Vie privée
Le 14 avril 2017, Jazmyn Simon s'est fiancée à son petit ami Dulé Hill, co-star de Psych : Enquêteur malgré lui (Psych) ; ils se marient au début de 2018. Le 30 mai 2019, ils annoncent la naissance de leur premier fils, Levi (né le 10 mai).

## Filmographie

### Cinéma

#### Longs métrages
- 2013 : Destination Love de David E. Talbert : l'hôtesse d'une boîte clandestine
- 2018 : Acrimony de Tyler Perry : June
- 2021 : Locked Down de Doug Liman : Maria

#### Court métrage
- 2017 : The Caregiver d'Ally Downs : Lisa

### Télévision

#### Téléfilms
- 2016 : The Hindenburg Explodes! de Danny Jelinek : Trixie
- 2017 : Psych: The Movie de Steve Franks : Selene
- 2019 : Psych 2: Lassie Come Home de Steve Franks : Selene
- 2021 : Psych 3: This Is Gus de Steve Franks : Selene

#### Séries télévisées
- 2011 : Parks and Recreation : la serveuse (saison 4, épisode 1 : I'm Leslie Knope)
- 2013 : Welcome to the Family : l'hôtesse (saison 1, épisode 2 : Dan Finds Out)
- 2013 : Hello Ladies : la femme pauvre (saison 1, épisode 8 : The Drive)
- 2014 : F#Cker of the Month : Jazmyn (saison 1, épisode 3 : Call Today)
- 2014 : Sister Dirty : Summer (saison 1, épisode 3 : Sister Dirty Goes Dancing)
- 2015-2019 : Ballers : Julie Greane / Julia Greane (38 épisodes)
- 2017 : Seven Bucks Digital Studios : Julie Greane (2 épisodes)
- 2018 : The Resident : Christine Conforth (saison 1, épisode 5 : None the Wiser)
- 2018 : Mom : Vanessa (saison 5, épisode 16 : Eight Cats and the Hat Show)
- 2019 - 2022 : Comment élever un super-héros (Raising Dion) : Kai